# 윌리엄 테쿰세 셔먼
윌리엄 테쿰세 셔먼(William Tecumseh Sherman, 1820년 2월 8일 ~ 1891년 2월 14일)은 미국의 군인이다.
미국 남북 전쟁 때 북군의 장군이었으며, 전쟁시 남부의 물자 및 시설에 최대한 타격을 가하는 전술인 이른바 전면전을 응용한 장군으로 현대전의 창시자로 일컬어지며, 그의 이름을 딴 전차(M4 셔먼)와 배(제너럴 셔먼 호)도 존재한다.
남북 전쟁이후로도 군인으로 복무했으며, 주로 미국 정부의 서부 개척에서 원주민들을 원거주지에서 인디언 보호구역으로 강제 이주시키고 반발하는 세력들을 토벌하는 데에 주력하였다. 여러 번 정계 입문을 권유받았지만, 모두 거절하였다. 이러한 셔먼의 의지는 그가 1875년에 펴낸 남북전쟁 회고록에 나와있다.

## 어린 시절
윌리엄 테쿰세 셔먼은 1820년 오하이오주 랭카스터에서 태어났다.